# Topografia da Lua

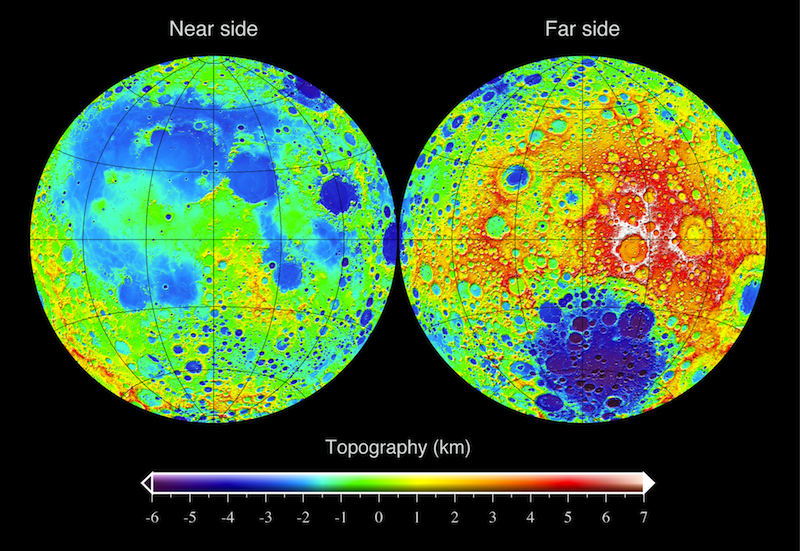
A topografia da Lua.

A topografia da Lua foi medida pelos métodos de altimetria a laser e análise de imagem estéreo. A característica topográfica mais visível é a bacia gigante do Pólo Sul-Aitken do outro lado, que possui as elevações mais baixas da Lua. As elevações mais altas são encontradas apenas a nordeste desta bacia.

## História

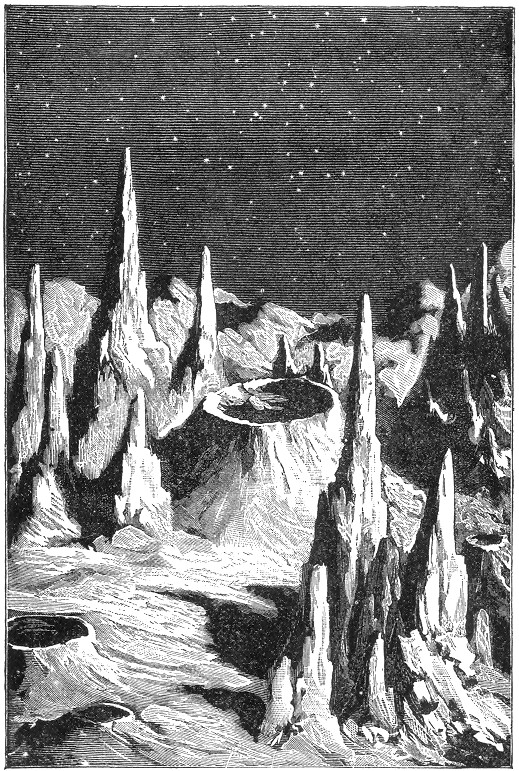
"Lunar Day", do livro Recreations in Astronomy de HD Warren DD, 1879. Estudo posterior mostrou que as feições da superfície são muito mais arredondadas devido a um longo histórico de impactos.

A ideia de que a Lua não é perfeitamente lisa tem origem em pelo menos 450 a.C., quando Demócrito afirmou que as "altas montanhas e vales ocos" da Lua eram a causa de suas marcas. No entanto, só no final do século XV um estudo sério de selenografia começou. Por volta de 1603 DC, William Gilbert fez o primeiro desenho lunar baseado na observação a olho nu.
O mapeamento lunar tornou-se sistemático em 1779, quando Johann Schröter começou a observação e medição meticulosa da topografia lunar. Em 1834, Johann Heinrich von Mädler publicou o primeiro grande cartograma (mapa) da Lua, compreendendo 4 folhas de tamanho, e posteriormente publicou The Universal Selenography. Todas as medições lunares foram baseadas em observação direta até março de 1840, quando JW Draper, usando um refletor de 5 polegadas, produziu um daguerreótipo da Lua e, assim, introduziu a fotografia na astronomia. Em 1890, a fotografia lunar havia se tornado uma reconhecida subdisciplina da astronomia.
O século XX testemunhou mais avanços na selenografia. Em 1959, a espaçonave soviética Luna 3 transmitiu as primeiras fotos do outro lado da Lua, dando a primeira vista da história. Os Estados Unidos da América lançaram a espaçonave Ranger entre 1961 e 1965 para fotografar a superfície lunar. Sucessivas missões transmitiram fotografias de resolução crescente.

## Cartografia lunar e toponímia

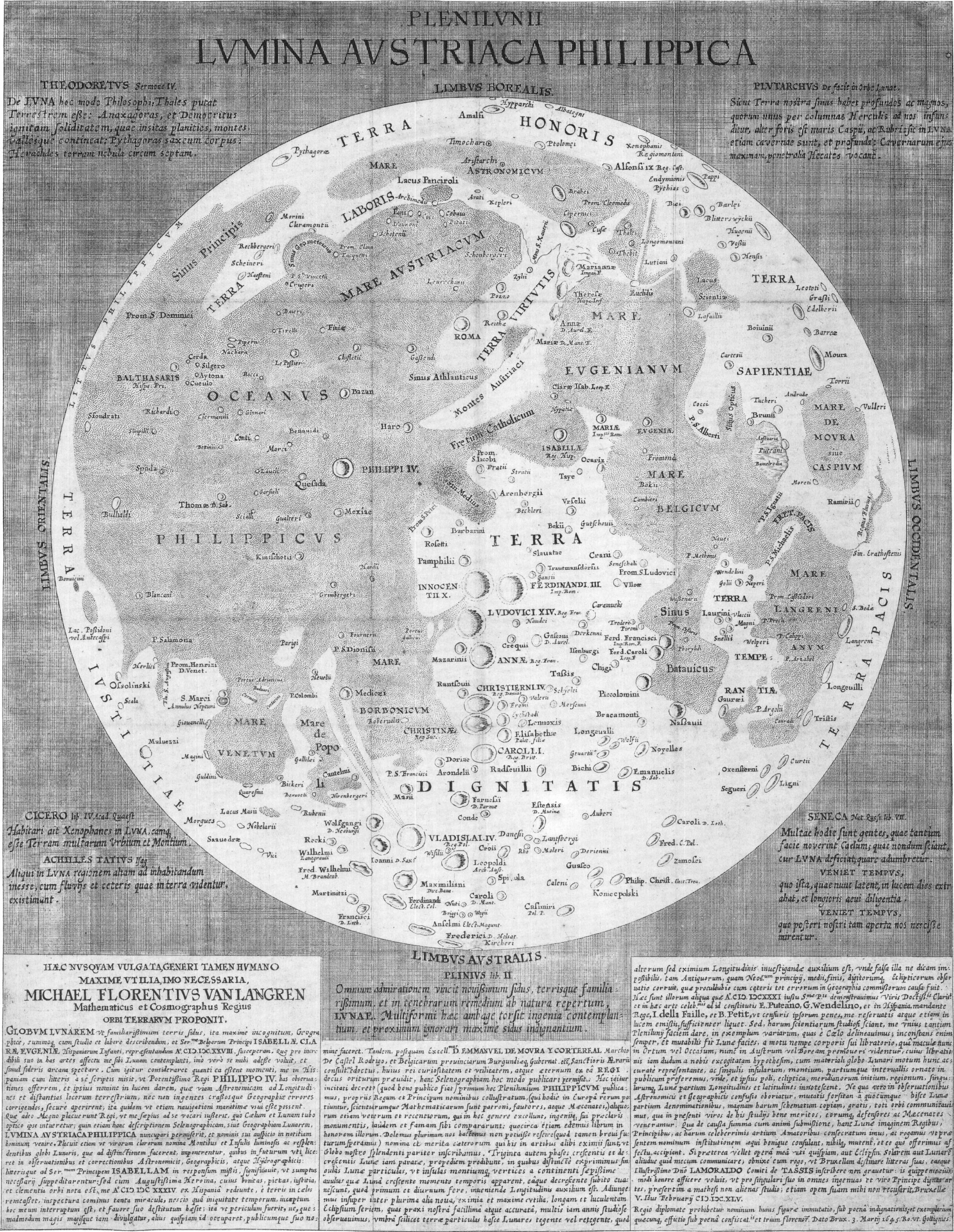
Mapa da Lua de Michiel van Langren, 1645

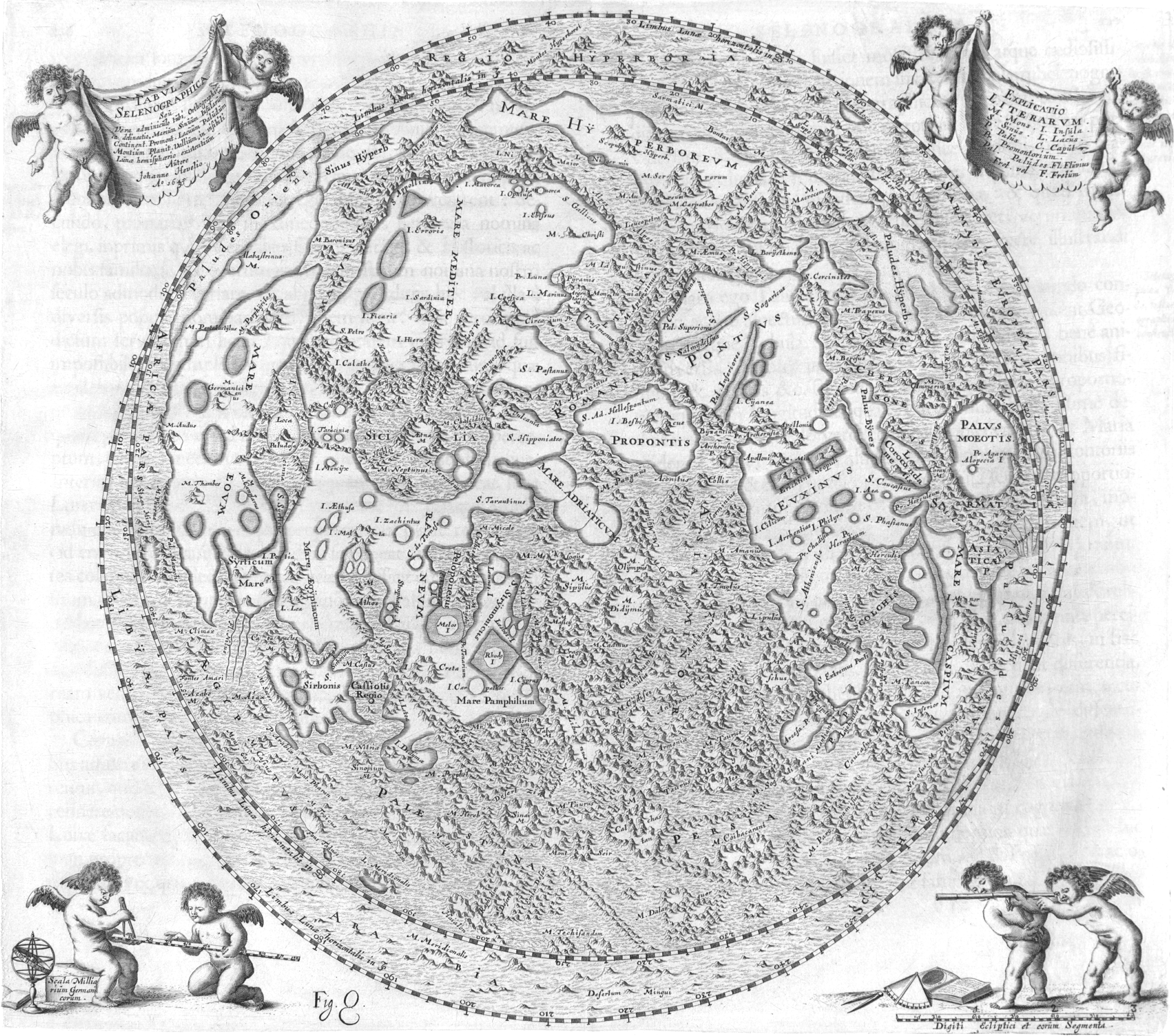
Mapa da Lua de Johannes Hevelius (1647)

A ilustração mais antiga conhecida da Lua foi encontrada em um túmulo de passagem em Knowth, County Meath, Irlanda. A tumba foi datada de carbono para 3330–2790 a.C.. Leonardo da Vinci fez e anotou alguns esboços da Lua em 1500. William Gilbert fez um desenho da Lua no qual denominou uma dúzia de feições de superfície no final do século XVI; foi publicado postumamente em De Mondo Nostro Sublunari Philosophia Nova. Após a invenção do telescópio, Thomas Harriot (1609), Galileo Galilei (1609) e Charles Scheiner (1614) também fizeram desenhos.